# 윤난실
윤난실(尹蘭實, 1965년 12월 23일~)은 대한민국의 수필가이자 사회운동가, 정치인이다. 아호(雅號)는 광주일란(光州一蘭, 광주일난)이다. 본관은 해남.

## 걸어온 길
윤난실은 1965년 전남 강진에서 아버지 윤태선과 어머니 오숙민의 3남 2녀(5남매) 중 장녀로 태어났다. 
윤난실의 가족사는 그 자체로 민주주의의 산 역사인데, 국가보안법 위반으로 투옥된 아버지 윤태선을 비롯해 큰 삼촌 윤광장은 전교조 해직교사로, 둘째 삼촌 윤한봉은 광주항쟁의 마지막 수배자로, 셋째 삼촌 윤영배는 농민운동으로 투옥되었다.
1984년 아이들에게 친구 같은 선생님이 되고 싶어 광주교대에 입학했으나, 총학생회 부회장에 출마해 군사교육 반대 투쟁에 앞장서다 무기정학을 받아 3학년 때 대학을 그만두었다. 
1986년 학력을 속이고 방직공장과 메리야스공장에 들어가면서 노동운동에 뛰어들었다. 노동야학과 광주지역노동조합협의회, 민주노총 광주전남본부에서 왕성하게 활동해 광주 지역 노동자들의 기본권 확보와 노동자 정치 운동의 기틀을 다졌다. 늘 삶의 나침판이자 든든한 동지가 된 사람이 윤한봉 선생이었다.
2002년 6월 최초의 민주노동당 광주광역시(비례대표) 의원으로 당선된 이후, 광주광역시 태양에너지 조례 제정, 시내버스 준공영제 도입, 중증장애인 자립생활지원 조례 제정 등을 주도해 ‘광주일란(光州一蘭)’이라는 별칭을 얻었다. 
2006년에는 1년 6개월간 광주 MBC 라디오 시사프 로그램 <시선집중 광주>를 진행하며, 매일 광주의 현안과 해법을 날카롭게 짚어내 광주에서 영향력 있는 정치인으로 많은 관심을 받았다. 2013년부터는 시민자치와 마을 공동체를 중심으로 한 풀뿌리 민주주의의 토양을 굳건히 다지기 위해 광산구공익활동지원센터 센터장을 역임하고 ‘아이키우기 좋은마을 광산운동본부’출범시켜 ‘병원아동보호서비스 사업’ 등의 소중한 성과를 만든 바 있다.
2019년부터 김경수 경상남도지사가 추진하는 <사회혁신추진단>의 단장을 맡아 전국최초로 공공의료 정책 공론화를 통해 진주의료원 재개원, 경남마을공동체지원센터, 공익활동지원센터, 청년 중간지원조직인 청년온나, 청년창업지원펀드인 ‘청년하모’, 전국최초의 중소영세사업장 노동자의 작업복 세탁소 설치, 다랑이논 지원프로젝트 등 괄목할 만한 성과를 이뤄내면서 ‘주민주도 지역문제해결 유공 대통령 표창(2020)’을 받는다.
2021년 5월부터는 이 같은 성과를 인정받아 대통령비서실 제도개혁비서관으로 임명되어 2022년 1월까지 문재인정부의 제도개혁과 사회혁신의 일선에서 업무를 추진하였다. 제8회 전국동시지방선거에서 광주광역시 광산구청장 출마를 준비하고 있다.

## 학력
- 서림초등학교
- 서광여자중학교
- 광주여자고등학교
- 광주교육대학교 3년 중퇴(군사교육 반대로 무기정학, 2022년 명예졸업)
- 2016년 한국방송통신대학교 행정학과 학사
- 전남대학교 정책대학원 행정학과 석사

## 경력
- 1985년 ~ 2002년 노동야학, 광주지역노동조합협의회, 민주노총광주전남본부 등 노동운동
- 1991년  한국사회주의노동당, 진보정당추진위, 민주노동당 등 진보정당운동
- 2002년 ~ 2006년 제4대 광주광역시의회 의원 / 대중교통개선특별위원장
- 2005년 빛고을생활협동조합 고문
- 2005년 민주노총 기획국장
- 2006년 12월 ~ 2008년 7월 광주MBC 라디오 프로그램 《시선집중 광주》 진행자
- 2007년 들불열사기념사업회 부이사장
- 2009년 진보신당 부대표
- 2009년 광주전남 북한이주민 지원센타 이사
- 2010년 6.2 지방선거 광주광역시장 후보
- 2012년 (사)지혜학교 이사장
- 2012년 광주시민정책연구소 이사장
- 2013년 ~ 2017년 광산구공익활동지원센터 센터장
- 2017년 아이키우기 좋은 마을 광산운동본부 상임대표
- 2018년 1월 31일 더불어민주당 입당
- 2018년 더불어민주당 광주광역시당 부위원장
- 2018년 광주광역시 광산구청장 예비후보자
- 2018년 경상남도 사회혁신보좌관
- 2019년 ~ 2021년 경상남도청 사회혁신추진단장
- 2021년 ~ 2022년 1월 20일 대통령비서실 시민사회수석비서관실 제도개혁비서관
- 2022년 ~ 더불어민주당 광주광역시당 부위원장
- 2022년 3월 ~ 제8회 전국동시지방선거 광주광역시 광산구청장 예비후보

## 저서
- <윤난실을 드립니다> - (전라도닷컴, 2017년)
- <진보 콘서트> - (레디앙, 2010년)
- <아름다운 왕따들> - (이매진, 2006년)

## 수상
- 2003년 광주시민단체협의회 우수의원
- 2005년 제1회 장애인인권상
- 2005년 한국지방자치학회 우수조례특별상
- 2018년 (사)지역발전정책연구원 한국지역발전대상
- 2020년 주민주도 지역문제 해결 유공 대통령 표창

## 역대 선거 결과
|  | 14.78% |

|  | 32.76% |

|  | 5.89% |

|  | 10.30% |